# Tubo da ripresa
Il tubo da ripresa, o tubo di ripresa, o tubo per ripresa, o tubo da presa, è una tipologia di trasduttore implementato attraverso un tubo a raggi catodici utilizzata nella telecamera per convertire in elettricità la luce emessa da un'immagine ottica che entra nell'obiettivo in modo tale che l'elettricità prodotta ne rappresenti il video.
A tale scopo, prima del tubo da ripresa, a partire dal 1925, anno nel quale John Logie Baird per la prima volta realizza la televisione, è stato utilizzato il disco di Nipkow. Nel corso di un ventennio il disco di Nipkow è stato soppiantato dal tubo da ripresa in grado di fornire, in modo più efficiente, risoluzioni delle immagini televisive più elevate. A partire dalla fine degli  anni settanta anche il tubo da ripresa è stato soppiantato dal CCD.

## Tipologie
Nel corso degli anni sono state realizzate varie famiglie di tubi da ripresa:
- image dissector;
- iconoscopio;
- emitron;
- orthicon (orticonoscopio);
- image orthicon (orticonoscopio a immagine elettronica);
- vidicon (vidiconoscopio);
- plumbicon.
- Staticon
- Emitron
- Leddicon
- Photicon
- Saticon
- Newvicon

L'image dissector è il primo tubo da ripresa della storia con il quale, il suo progettista, Philo Farnsworth, nel 1927, per la prima volta, implementa la televisione elettronica, la televisione tutt'oggi utilizzata.